# The Natural
The Natural to debiutancki album undergroundowego amerykańskiego rapera Mica Geronimo wydany 28 listopada 1995 roku. Wystąpili na nim nieznani wtedy DMX, Ja Rule i Jay-Z, również undergroundowe gwiazdy takie jak The Lost Boyz i O.C.
Album nie sprzedał się dość dobrze, jednak zawierał kilka undergroundowych hitów takich jak "Shit's Real" czy "Masta I.C.".

## Lista utworów
| #  | Tytuł                | Producent(ci) | Występujący                              |
| -- | -------------------- | ------------- | ---------------------------------------- |
| 1  | "The Natural"        | Mark Sparks   | Mic Geronimo                             |
| 2  | "Lifecheck"          | Da Beatminerz | Mic Geronimo                             |
| 3  | "Wherever You Are"   | Mark Sparks   | Mic Geronimo                             |
| 4  | "Masta I.C."         | Buckwild      | Mic Geronimo, Royal Flush                |
| 5  | "Man Of My Own"      | Chyskillz     | Mic Geronimo, Royal Flush                |
| 6  | "Time To Build"      | DJ Irv        | Mic Geronimo, DMX, Ja Rule, Jay-Z        |
| 7  | "Shit's Real"        | DJ Irv        | Mic Geronimo                             |
| 8  | "Three Stories High" | Buckwild      | Mic Geronimo, Royal Flush                |
| 9  | "Sharane"            | Mark Sparks   | Mic Geronimo                             |
| 10 | "Men vs. Many"       | Da Beatminerz | Mic Geronimo, O.C., Royal Flush          |
| 11 | "Train Of Thought"   | Buckwild      | Mic Geronimo                             |
| 12 | "Things Change"      | Mark Sparks   | Mic Geronimo, Royal Flush                |
| 13 | "Masta I.C. [Remix]" | DJ Irv        | Mic Geronimo, The Lost Boyz, Royal Flush |

## Pozycje na listach
| Rok  | Album       | Pozycje       | Pozycje                | Pozycje         |
| Rok  | Album       | Billboard 200 | Top R&B/Hip Hop Albums | Top Heatseekers |
| 1995 | The Natural | -             | #48                    | #18             |

## Pozycje singli na listach
| Rok  | Utwory           | Pozycje           | Pozycje                          | Pozycje         |                                    |
| Rok  | Utwory           | Billboard Hot 100 | Hot R&B/Hip-Hop Singles & Tracks | Hot Rap Singles | Hot Dance Music/Maxi-Singles Sales |
| 1994 | Shit's Real      | -#117             | #89                              | #23             | #43                                |
| 1995 | Masta I.C.       | -                 | -                                | #30             | #48                                |
| 1995 | The Natural      | -                 | -                                | #42             | #28                                |
| 1996 | Wherever You Are | -                 | -                                | #43             | #42                                |